# Eidos Montréal
Eidos Montréal es un estudio canadiense de desarrollo de videojuegos que forma parte del grupo CDE Entertainment, propiedad de Embracer Group. El estudio fue fundado por Eidos Interactive en 2007 con Stéphane D'Astous nombrado director general. Según D'Astous, a diferencia de otros estudios de desarrollo de videojuegos, el ciclo de desarrollo de Eidos Montréal se caracteriza por equipos más pequeños (totalizando 350) que trabajan durante un período más largo. El mismo año de su fundación, el estudio anunció su primer proyecto: la tercera entrega de la serie Deus Ex: Human Revolution, que se estrenó en 2011. En 2009, el estudio anunció su segundo proyecto, la cuarta entrega de la serie Ladrón.. El 4 de marzo de 2014, Square Enix anunció que 27 empleados fueron despedidos de Eidos Montréal. Stéphane D'Astous renunció a Eidos Montréal el 19 de julio de 2013, alegando diferencias irreconciliables con la casa matriz de aquel entonces, Square Enix.
El 26 de enero de 2017, Eidos Montréal anunció una asociación con Marvel Entertainment para crear múltiples videojuegos basados en la franquicia Avengers.
El 26 de agosto de 2022, el estudio fue adquirido junto a Crystal Dynamics y Square Enix Montréal por Embracer Group.

## Juegos desarrollados
| Año  | Título                                   | Plataformas                                                                       | Notas                                |
| ---- | ---------------------------------------- | --------------------------------------------------------------------------------- | ------------------------------------ |
| 2011 | Deus Ex: Human Revolution                | Microsoft Windows, macOS, PlayStation 3, Wii U, Xbox 360                          |                                      |
| 2013 | Tomb Raider                              | Microsoft Windows, macOS, Linux, PlayStation 3, PlayStation 4, Xbox 360, Xbox One | Desarrollo adicional                 |
| 2014 | Thief                                    | Microsoft Windows, macOS, PlayStation 3, PlayStation 4, Xbox 360, Xbox One        |                                      |
| 2015 | Rise of the Tomb Raider                  | Microsoft Windows, PlayStation 4, Xbox 360, Xbox One                              | En colaboración con Crystal Dynamics |
| 2016 | Deus Ex: Mankind Divided                 | Microsoft Windows, macOS, Linux, PlayStation 4, Xbox One                          |                                      |
| 2017 | Deus Ex: Breach                          | Microsoft Windows                                                                 |                                      |
| 2017 | Deus Ex: Mankind Divided – VR Experience | Microsoft Windows                                                                 |                                      |
| 2018 | Shadow of the Tomb Raider                | Microsoft Windows, macOS, PlayStation 4, Xbox One, Google Stadia                  | En colaboración con Crystal Dynamics |
| 2020 | Marvel's Avengers                        | 15 de mayo de 2020                                                                | Desarrollo adicional                 |